# Reichsbank

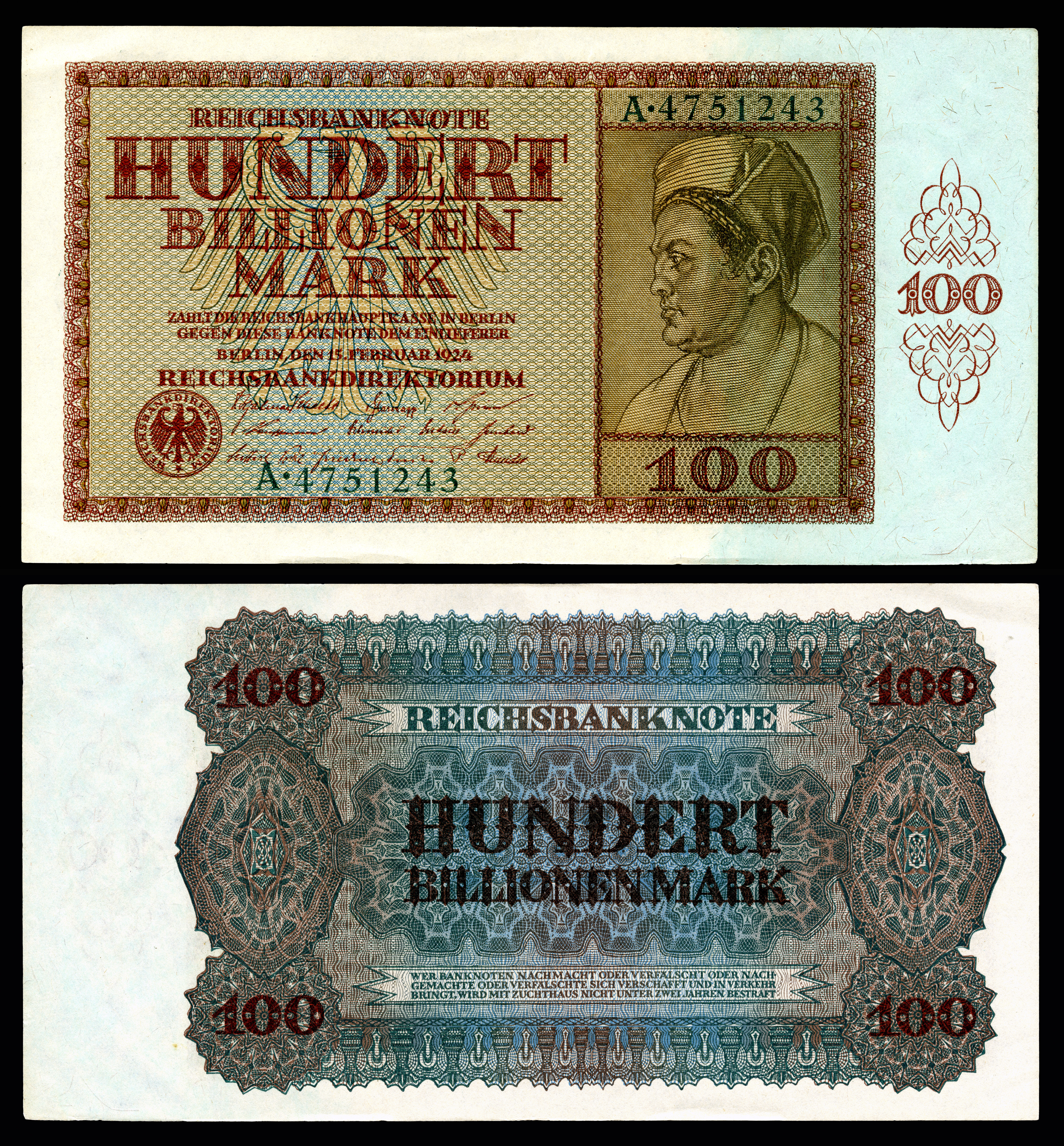
Banknot 10 000 000 000 000 marek: hiperinflacja, 1924

Reichsbank (z niem. Bank Rzeszy) – bank centralny Rzeszy Niemieckiej działający od 1 stycznia 1876 do 1948 roku. Bank powstał na miejsce Centralnego Banku Prus krótko po zjednoczeniu Niemiec i powstaniu Cesarstwa Niemieckiego. Pierwszym prezesem Reichsbanku był Hermann von Dechend.

## Historia
Przed zjednoczeniem Niemiec w 1871 roku istniało 31 centralnych banków emisyjnych (w suwerennych krajach Związku Niemieckiego, 1867–1870 Związku Północnoniemieckiego), a każdy z nich emitował własną walutę. W 1870 roku ustanowiono prawo, które mówiło o przyszłym głównym banku, a w roku 1874 do Reichstagu weszła ustawa o nowym prawie bankowym, została przyjęta po kilku poprawkach w roku 1875. Mimo to 4 spośród dawnych walut istniały aż do roku 1914.
Aż do końca I wojny światowej Reichsbank emitował silną walutę – markę, jednak po klęsce Niemiec w wojnie na skutek bardzo trudnej sytuacji gospodarczej kraju (obsługa długu zaciągniętego przez państwo w czasie wojny, ekonomiczne postanowienia traktatu wersalskiego) waluta zaczęła słabnąć. Najniższą wartość osiągnęła na przełomie lat 1923/1924 w czasie tzw. hiperinflacji, nasilonej po okupacji Zagłębia Ruhry przez wojska francuskie i belgijskie w styczniu 1923 (co miało wymusić spłatę przez Republikę Weimarską reparacji wojennych).
Po reformie walutowej od 30 sierpnia 1924 Reichsbank zaczął emitować nową walutę – Reichsmark, która istniała równolegle do wprowadzonej w listopadzie 1923 Rentenmark emitowanej przez Deutsche Rentenbank. Reichsmarka istniała do czasu reformy walutowej Ludwiga Erharda przeprowadzonej 20 czerwca 1948 w zachodnich strefach okupacyjnych Niemiec, gdy została zastąpiona przez Deutsche Mark.
Reichsbank został zlikwidowany w 1945 r. w wyniku ustaleń konferencji poczdamskiej. W zachodnich strefach okupacyjnych (później RFN) w jego miejsce powołany został w 1948 r. Bank Krajów Niemieckich (Bank Deutscher Länder), przekształcony w 1957 r. w Niemiecki Bank Federalny (Deutsche Bundesbank), a w sowieckiej strefie okupacyjnej Niemiec, później NRD – Deutsche Notenbank (od 1968 Staatsbank der DDR), emitujący markę NRD.

## Prezesi Reichsbanku
- 1876–1890: Hermann von Dechend(inne języki)
- 1890–1908: Richard Koch(inne języki)
- 1908–1923: Rudolf Havenstein
- 1923–1930: Hjalmar Schacht
- 1930–1933: Hans Luther
- 1933–1939: Hjalmar Schacht
- 1939–1945: Walther Funk